# 溪岸圆腹蛛
溪岸圆腹蛛（学名：Dipoena ripa）为球蛛科圆腹蛛属的动物。在中国大陆，分布于湖北等地。该物种的模式产地在湖北鹤峰。